# 네보이샤 라드마노비치

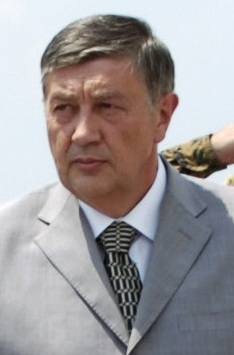
네보이샤 라드마노비치

네보이샤 라드마노비치(세르비아어: Небојша Радмановић / Nebojša Radmanović, 1949년 10월 1일 ~ )는 보스니아 헤르체고비나의 정치인이다. 2006년 10월 보스니아 헤르체고비나 대통령 선거에서 세르비아계 대통령으로 선출 되었다.